# Soma (Manisa)
Pour les articles homonymes, voir Soma.
Soma est une ville et un district de la province de Manisa dans la région Égéenne en Turquie.

## Géographie
Soma est située dans l'intérieur des terres, à environ 90 km au nord de Manisa, 45 km à l'est de Bergama (qui abrite le site antique de Pergame) et 130 km d'Izmir (distances par la route).

## Histoire
Le 13 mai 2014 a lieu un éboulement provoqué par une explosion dans une mine de charbon. Près de 800 personnes travaillaient sous terre au moment de la catastrophe et 301 d'entre elles ont été tuées.

## Activités économiques
Le lignite de son sous-sol, extraite depuis la Première Guerre mondiale, est à la base des principales activités économiques de la ville, avec des mines et deux centrales au charbon.
L'énergie éolienne y est aussi exploitée depuis quelques années, dans un parc éolien de 123 km2 qui constitue un des plus importants de Turquie.